# Hibbertia eciliata
Hibbertia eciliata är en tvåhjärtbladig växtart som beskrevs av Toelken. Hibbertia eciliata ingår i släktet Hibbertia och familjen Dilleniaceae. Inga underarter finns listade i Catalogue of Life.